# 브라이언 풀러
브라이언 풀러(영어: Bryan Fuller, 1969년 7월 27일 ~ )는 미국의 영화 각본가이자 프로듀서이다.

## 출연 작품
- 모킹버드 레인 (2012)
- 데드 라이크 미: 라이프 애프터 데스 (2009)
- 푸싱 데이지 (2007)
- 더 어메이징 스크류-온 헤드 (2006)
- 히어로즈 (2006)
- 데드 라이크 미 (2003)
- 캐리 (2002)